# Karamel

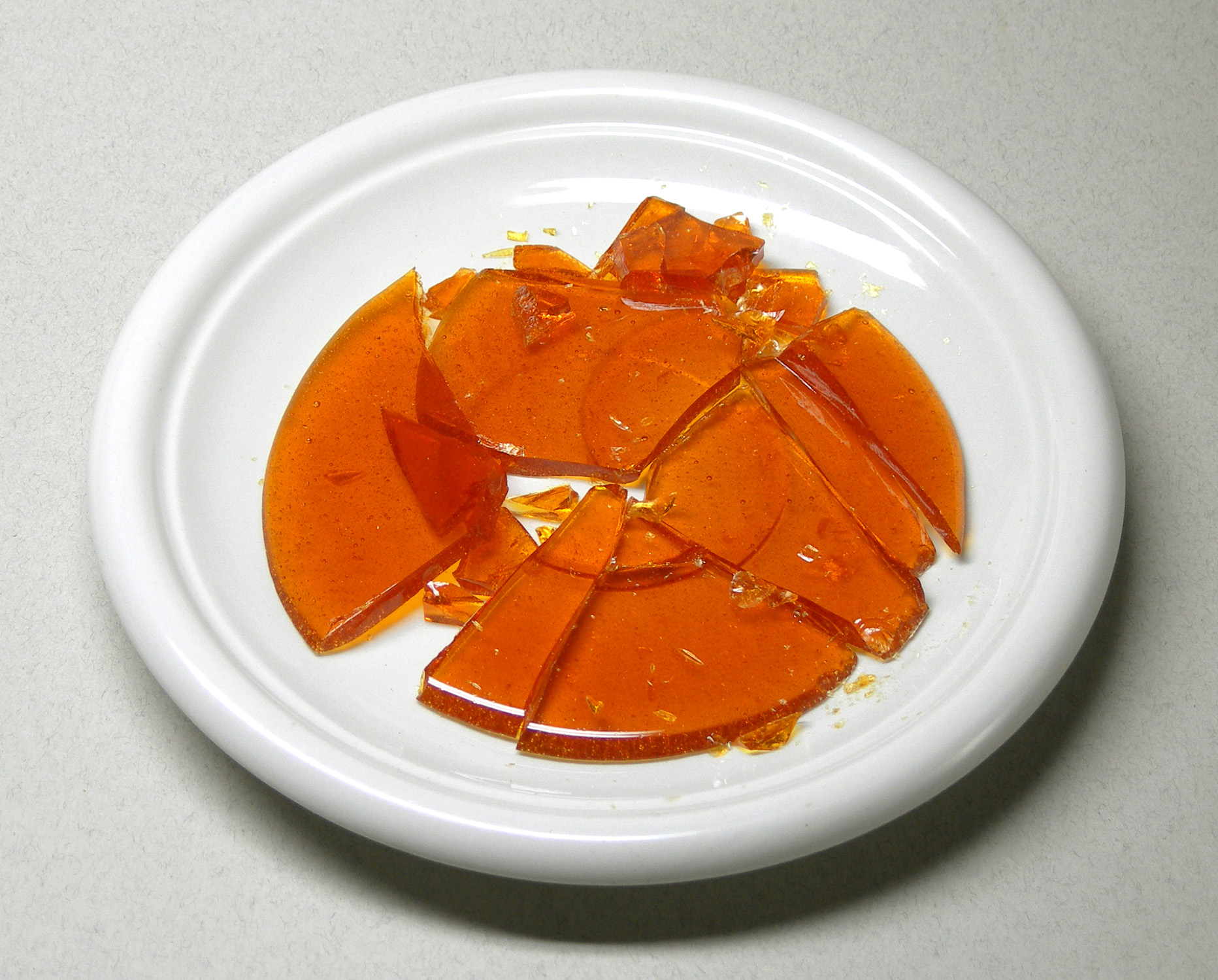
Harde en gebroken karamelstukken, zonder zuivel

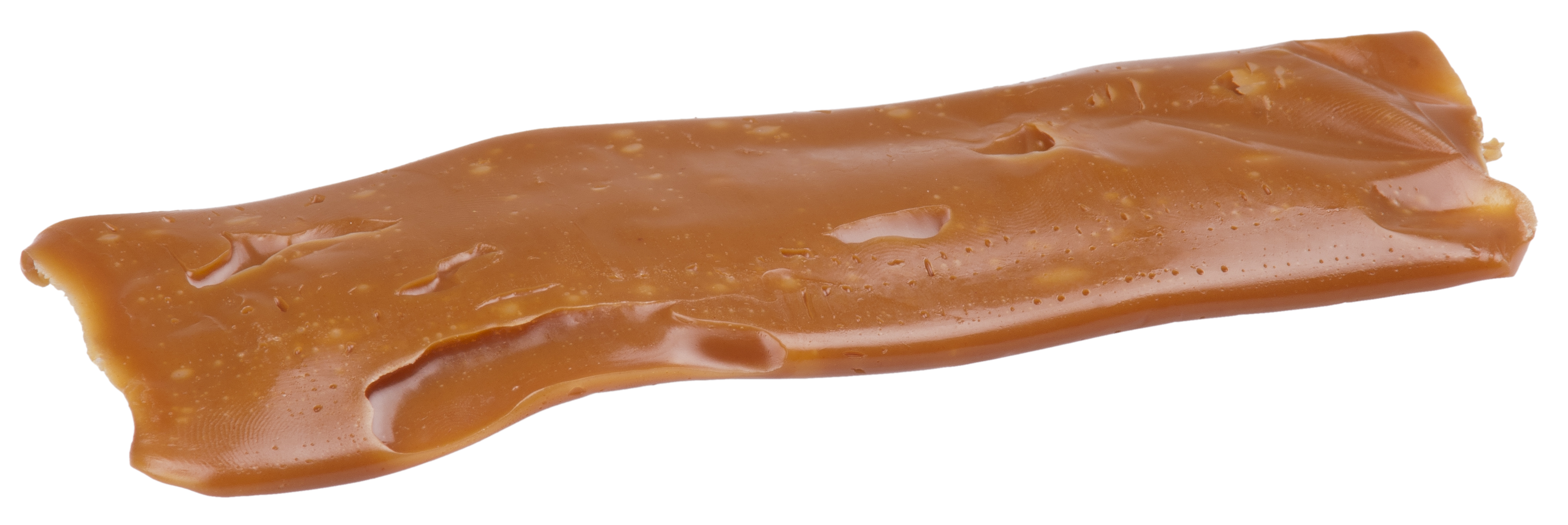
Karamelsnoepje, met zuivel

Karamel is een zoete smaakmaker die wordt gebruikt in veel zoetwaren. Het wordt gemaakt door suiker te verhitten, die daardoor bruin wordt en een andere, door velen als aangenaam ervaren smaak verkrijgt. Dit proces wordt karamelliseren of karamellisatie genoemd. 
Karamel wordt gemaakt door de suiker in een pan met dikke bodem langzaam te verhitten tot 170 °C. Als de suiker smelt en deze temperatuur benadert, breken de moleculen in verschillende componenten uiteen. Er ontstaat een bruine kleur, de karamel gaat iets bruisen en het gaat ook anders ruiken. De basisstof suiker heeft geen geur. Op het juiste moment moet de karamel uit de pan gegoten worden op een koud, ingevet oppervlak. De karamel wordt dan snel helemaal hard. Als te lang wordt doorgegaan met verhitten verkoolt de karamel volledig en ontstaat een moeilijk uit de pan te verwijderen zwarte laag. Het uitgieten is noodzakelijk omdat bij een te hoge temperatuur de reactie exotherm wordt en derhalve uit zichzelf doorzet.

## Gebruik

### Smaakmaker
Karamel wordt gebruikt als smaakmaker in snoep en dranken zoals Coca-Cola en de meeste oude jenevers. Onder karamel wordt ook een zacht snoepje verstaan, dat wordt verkregen door (eventueel gecondenseerde) melk en suiker samen in te dikken en lichtbruin te kleuren, zoals de bekende toffee. In de traditionele Franse keuken wordt karamel ook gebruikt om bouillons te kleuren, bijvoorbeeld in heldere ossenstaartsoep.
Een gebrande variant van karamel is bekend als het product Buisman en wordt gebruikt als koffiearoma. Karamelpasta voor op brood is onder de naam Bebogeen verkrijgbaar.

### Kleurstof
Er bestaan verschillende kleurstoffen gebaseerd op karamel: 
- E150d of sulfiet-ammoniakkaramel, gemaakt met toevoeging van sulfiet en ammoniakzouten;
- E150c of ammoniakkaramel, enkel met ammoniak;
- E150b of Alkali-sulfietkaramel met enkel sulfieten, en
- E150a, zonder toevoegingen.[1]

Zo krijgen cola en sommige donkere bieren hun donkerbruine kleur door de toevoeging van E150d. Bij de productie van deze kleurstof voor cola, waarbij sulfieten en ammoniak worden gebruikt, kan als nevenproduct 4-methylimidazool (4-MEI) vrijkomen. Dit is een van de stoffen die ontstaan bij het bakken of roosteren van voedsel. Volgens Amerikaans onderzoek is het bij muizen en ratten kankerverwekkend.
Om de hoeveelheid binnen te krijgen waarvan de knaagdieren ziek werden, zou men volgens de Amerikaanse keuringsdienst FDA dagelijks minstens duizend blikjes cola moeten drinken. De Amerikaanse staat Californië heeft desondanks de fabrikanten van cola verplicht een gezondheidswaarschuwing op de blikjes te zetten. Om dat te voorkomen heeft The Coca-Cola Company in maart 2012 zijn fabrikanten gevraagd de hoeveelheid 4-MEI te verlagen. Ook concurrent Pepsi heeft dat gedaan.
De European Food Safety Authority adviseerde in 2011 om bij de productie van E150d de hoeveelheid bijstoffen te verlagen tot het laagste niveau dat technologisch mogelijk is om de kans op eventueel kankergevaar te verlagen, in afwachting van de resultaten van nader onderzoek. Ook het Wetenschappelijk Instituut Volksgezondheid bevestigde midden 2014 de mogelijke gezondheidsgevaren van deze kleurstof.